# Jurica Dijaković
Jurica Dijaković (* 9. April 1920 in Jestrebarsko; † 20. August 1993 in Zagreb) war ein jugoslawischer Schauspieler.

## Leben
Dijaković besuchte die Schauspielschule in Zagreb, die er 1946 abschloss. Mit dem Kroatischen Nationaltheater trat er in Klassikern wie Othello und Hamlet auf. 1950 begann er seine Filmkarriere mit Crveni cvet, in dem er die Rolle des Gordon spielte. Auch war er, wie viele jugoslawische Schauspieler seiner Generation, in einer der zahlreichen Karl-May-Filme zu sehen; seine etwa 30 Film- und Fernsehrollen absolvierte er auch unter dem Namen Đuro Mlinski. Seine letzte Filmrolle datiert aus dem Jahr 1988.

## Filmografie (Auswahl)
- 1950: Crveni cvet
- 1962: Winnetou 2. Teil
- 1968: Rinaldo Rinaldini (TV-Serie)
- 1988: Das Leben mit dem Onkel (Zivot sa stricem)